# Hiéroglyphe égyptien N36
Pour les articles homonymes, voir Canal.

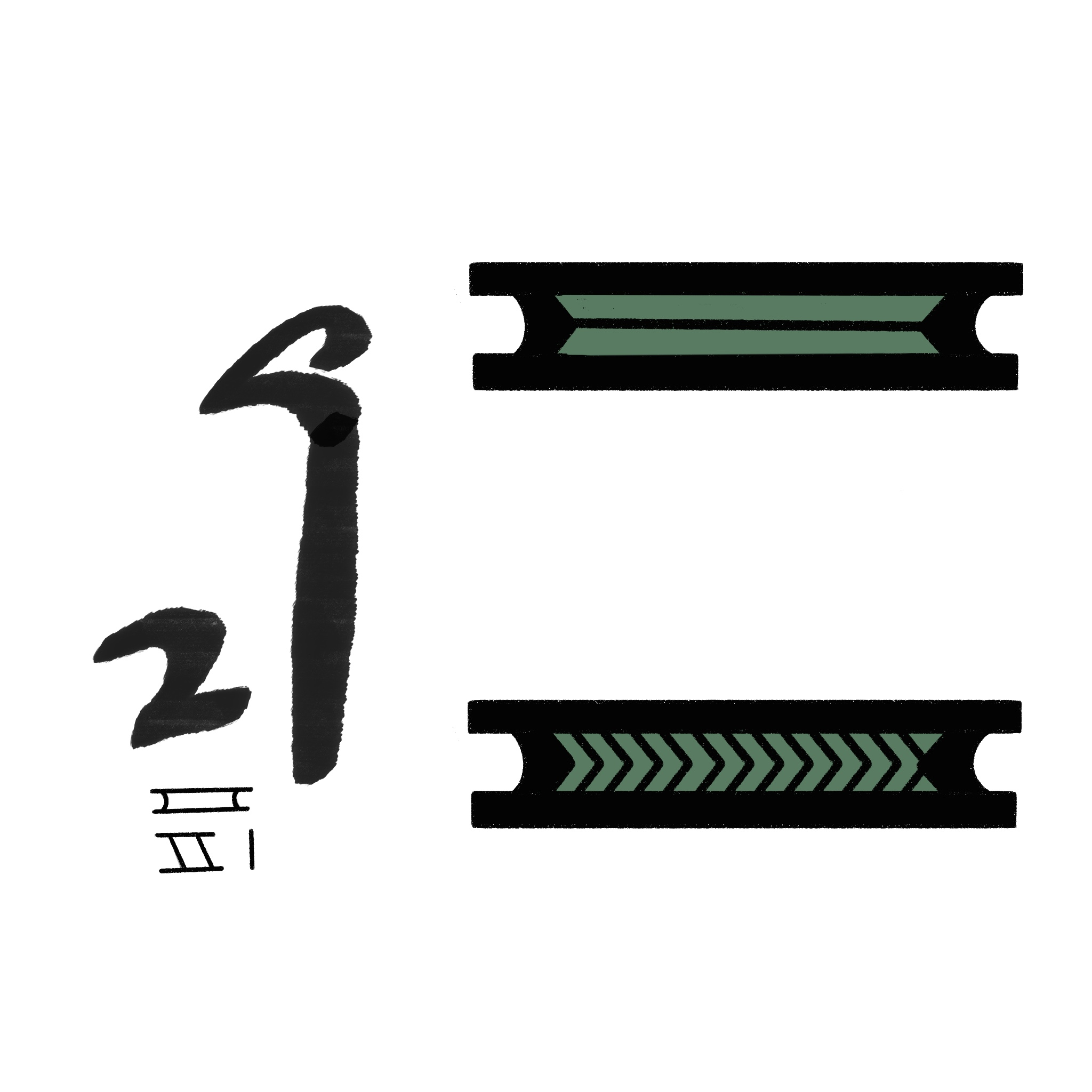
Version hiératique (du mot mr) et hiéroglyphique

Le canal en hiéroglyphes égyptiens, est classifié dans la section N « Ciel, terre, eau » de la liste de Gardiner ; il y est noté N36.

## Représentation
Il représente un canal ou une terre inondée. Les vagues intérieur peuvent être simplifié par un traits. C'est la forme originelle de l'hiéroglyphe N23 il représente donc surement un canal d'irrigation lors de son utilisation comme prototype de ce dernier. Il est translittéré mr ou mj.

## Utilisation
| N36 · Z1 | / | N36 · N23 · Z1 |

| N36 · Z1 | / | N36 · N23 · Z1 |

d'où découle sa fonction en tant que phonogramme bilitère ou complément phonétique de valeur mr (en variante 
| U7 |

| U7 |

| U7 · n | N36 | / | N36 |

| U7 · n | N36 | / | N36 |

| U7 · n | N36 | / | N36 |

| U7 · n | N36 | / | N36 |

de U7 laisse à penser peut être aussi vu comme un idéogramme métaphorique de l'amour.
C'est un phonogramme bilitère de valeur mj.

C'est un déterminatif du champ lexical des rivières, des lacs, et de la mers.
| N35A | N36 · N23 |

| N35A | N36 · N23 |

| N35A | N36 |

| N35A | N36 |

| N35A | N36 |

| N35A | N36 |

particulièrement utilisé.
| N36 · t | A1 · B1 · Z2 | / | N36 · N23 · Z1 | / | N36 · N21 · Z1 | A1 · B1 · Z2 |

| N36 · t | A1 · B1 · Z2 | / | N36 · N23 · Z1 | / | N36 · N21 · Z1 | A1 · B1 · Z2 |

| N23 | / | N21 |

| N23 | / | N21 |

| N36 · N23 | A1 · B1 · Z2 |

| N36 · N23 | A1 · B1 · Z2 |

## Exemples de mots
| N36 · N23 | s | t · F51A |

| N36 · N23 | s | t · F51A |

| M13 | G36 · N36 |

| M13 | G36 · N36 |

| F26 · n | nw | w | N35A | N36 |

| F26 · n | nw | w | N35A | N36 |